# Exarhatul Tomarov
Exarhatul Tomarov sau Tomarova  a fost o structură canonică sufragană a Patriarhiei Ecumenice,  înființată la o dată necunoscută, după anul 1621 , prin desprinderea din Mitropolia Proilaviei și desființată în anul 1658, prin contopire cu aceeași mitropolie. Ea s-a născut prin scoaterea de sub ascultarea canonică a Mitropoliei Moldovei a teritoriului răpit de turci din jurul orașului Reni și intrarea credincioșilor creștini de aici în jurisdicția Mitropoliei Proilaviei, cu sediul la Brăila.

## Istoric
Exarhatul patriarhal al Tomarovului (Tomarovei) a funcționat pentru o perioadă de 30-40 de ani la mijlocul secoluluii al XVII-lea, având sub păstorire localitățile din jurul orașului Reni, intrate sub stăpânirea Imperiului Otoman la 1621.

Astfel, un tomos al Patriarhului Ecumenic Dionisie al IV-lea „Muselimul” sau „Seroglanul”, (Διονύσιος Δ΄ Μουσελίμης), emis în septembrie 1664 în vederea confirmării contopirii exarhatului  Tomarovului cu mitropolia Proilaviei, arată că 
„în vremuri de tulburare [κατὰ καιροὺς ἀνωμάλους] Tomarovul a fost numit exarhie patriarhală, cu toate că el a constituit întotdeauna o enorie a mitropoliei Proilavului:p. 233”—1664 - Tomos al Patriarhului Ecumenic Dionisie „Muselimul.''
 Din formularea textului, rezultă că statutul de exarhie nu a durat mult, el fiind acordat la o dată ulterioară anului 1621, an la care teritoriul desprins din Moldova a fost pus sub păstorirea Mitropoliei Proilaviei, după cum se vede și din citatul anterior. Documentul menționează în continuare că exarhia „a fost înlocuită din nou și subordonată celei [mitropoliei] a Proilaviei”.:p. 233
Restaurarea statutului de enorie al așezării a avut loc în urma acțiunilor întreprinse de mitropolitul de atunci al Proilaviei, Gherasim. Dacă avem în vedere faptul că Gherasim a fost ales arhiereu al acestei eparhii în octombrie 1655, iar trei ani mai târziu, în 1658, a fost ales mitropolit al Târnovului, statutul de exarhie al Tomarovului trebuie să fi încetat pe parcursul acestei perioade de trei ani.:p. 261
De atunci, Tomarovul a rămas o enorie a mitropoliei Proilaviei, acest lucru fiind păstrat în titulatura arhiereului până la 1813.:pp 286-306